# Prêmio Saturno de melhor filme de terror
O Prêmio Saturno de melhor filme de terror (em inglês: Saturn Awards of Best Horror Film), é um dos prêmios oferecidos pela Academy of Science Fiction, Fantasy & Horror Films durante a realização do Prêmio Saturno.

## Premiados
| Ano     | Vencedores                                     | Indicados |
| ------- | ---------------------------------------------- | --- |
| 1972    | Blacula                                        | |
| 1973    | The Exorcist                                   | Arnold Death Line Don't Look Now The Legend of Hell House Schlock Scream Blacula Scream Sisters Tales That Witness Madness House of Terror Terror in the Wax Museum Theatre of Blood The Vault of Horror |
| 1975    | Young Frankenstein                             | Black Christmas Bug Phantom of the Paradise The Rocky Horror Picture Show Vampira |
| 1976    | Burnt Offerings                                | Carrie Eaten Alive The Food of the Gods House of Mortal Sin Obsession The Omen |
| 1977    | The Little Girl Who Lives Down the Lane        | Dogs Kingdom of the Spiders The Sentinel |
| 1978    | The Wicker Man                                 | Halloween Magic The Medusa Touch Piranha |
| 1979    | Dracula                                        | The Amityville Horror Love at First Bite The Mafu Cage Phantasm |
| 1980    | The Howling                                    | Dressed to Kill Fade to Black The Fog The Shining |
| 1981    | An American Werewolf in London                 | Dead & Buried Ghost Story Halloween II Wolfen |
| 1982    | Poltergeist                                    | Creepshow Deathtrap Swamp Thing The Thing |
| 1983    | The Dead Zone                                  | Christine Cujo The Keep Twilight Zone: The Movie |
| 1984    | Gremlins                                       | Creature Dreamscape Firestarter A Nightmare on Elm Street |
| 1985    | Fright Night                                   | Lifeforce A Nightmare on Elm Street 2: Freddy's Revenge Re-Animator The Return of the Living Dead |
| 1986    | The Fly                                        | From Beyond Little Shop of Horrors Poltergeist II: The Other Side Psycho III |
| 1987    | Os Garotos Perdidos                            | Evil Dead II Hellraiser Near Dark A Nightmare on Elm Street 3: Dream Warriors Pumpkinhead |
| 1988    | Beetlejuice                                    | Child's Play Dead Ringers Halloween 4: The Return of Michael Myers Hellbound: Hellraiser II A Nightmare on Elm Street 4: The Dream Master Waxwork                                                        |
| 1990    | Arachnophobia                                  | Bride of Re-Animator Darkman The Exorcist III The Fly II The Guardian Nightbreed Pet Sematary Santa Sangre                                                                                               |
| 1991    | The Silence of the Lambs                       | Body Parts Child's Play 3 Children of the Night Dolly Dearest Misery Night of the Living Dead Sleeping with the Enemy                                                                                    |
| 1992    | Bram Stoker's Dracula                          | Basic Instinct Braindead Candyman The Hand That Rocks the Cradle Hellraiser III: Hell on Earth Twin Peaks: Fire Walk with Me                                                                             |
| 1993    | Uma Noite Alucinante 3                         | The Dark Half The Good Son Hard Target Kalifornia Needful Things The Vanishing |
| 1994    | Entrevista com o Vampiro                       | Cronos The Crow Frankenstein Mosquito Wes Craven's New Nightmare Wolf |
| 1995    | Um Drink No Inferno                            | La Cité des Enfants Perdus In the Mouth of Madness Lord of Illusions Mute Witness The Prophecy Tales from the Crypt: Demon Knight                                                                        |
| 1996    | Scream                                         | The Craft Curdled Dellamorte Dellamore The Frighteners The Relic |
| 1997    | O Advogado do Diabo                            | Anaconda I Know What You Did Last Summer Mimic Phantoms Scream 2 |
| 1998    | O Aprendiz                                     | Blade Bride of Chucky The Faculty Halloween H20: 20 Years Later Vampires |
| 1999    | The Sixth Sense                                | The Blair Witch Project Ravenous Sleepy Hollow Stigmata Teaching Mrs. Tingle |
| 2000    | Final Destination                              | Dracula 2000 The Gift Requiem for a Dream Urban Legends: Final Cut What Lies Beneath |
| 2001    | The Others                                     | El espinazo del diablo From Hell Hannibal Jeepers Creepers Thirteen Ghosts |
| 2002    | The Ring                                       | Blade II Eight Legged Freaks Frailty Queen of the Damned Resident Evil |
| 2003    | 28 Days Later                                  | Cabin Fever Final Destination 2 Freddy vs. Jason Jeepers Creepers 2 The Texas Chainsaw Massacre Underworld                                                                                               |
| 2004    | Shaun of the Dead                              | Blade: Trinity Dawn of the Dead The Grudge Open Water Saw Van Helsing |
| 2005    | The Exorcism of Emily Rose                     | Constantine Land of the Dead Saw II The Skeleton Key Wolf Creek |
| 2006    | The Descent                                    | Final Destination 3 Hostel Saw III Slither Snakes on a Plane |
| 2007    | Sweeney Todd: The Demon Barber of Fleet Street | 1408 30 Days of Night Ghost Rider Grindhouse The Mist |
| 2008    | Hellboy II: The Golden Army                    | The Happening The Mummy: Tomb of the Dragon Emperor Quarantine Splinter The Strangers |
| 2009    | Drag Me to Hell                                | The Box Frozen The Last House on the Left The Twilight Saga: New Moon Zombieland |
| 2010    | Let Me In                                      | The American Black Swan Kick-Ass Shutter Island The Wolfman |
| 2011    | The Girl with the Dragon Tattoo                | Contagion The Devil's Double The Grey Take Shelter The Thing |
| 2012    | The Cabin in the Woods                         | Argo The Impossible Seven Psychopaths The Woman in Black Zero Dark Thirty |
| 2013    | The Conjuring                                  | Carrie Mama The Purge This Is the End Warm Bodies |
| 2014    | Dracula Untold                                 | Annabelle The Babadook Horns Only Lovers Left Alive The Purge: Anarchy |
| 2015    | Crimson Peak                                   | Insidious: Chapter 3 It Follows Krampus The Visit What We Do in the Shadows |
| 2016    | Don't Breathe                                  | The Autopsy of Jane Doe The Conjuring 2 Demon Ouija: Origin of Evil Busanhaeng (Train to Busan) The Witch                                                                                                |
| 2017    | Get Out                                        | Annabelle: Creation Better Watch Out 47 Meters Down It Mother! |
| 2018-19 | A Quiet Place                                  | The Dead Don't Die Halloween Hereditary Overlord Pet Sematary Us |
| 2019-20 | The Invisible Man                              | Doctor Sleep Freaky It Chapter Two Midsommar Ready or Not Scary Stories to Tell in the Dark |
| 2021-22 | The Black Phone                                | X A Quiet Place Part II Last Night in Soho The Night House Scream |
| 2022-23 | Talk to Me                                     | Smile Barbarian Evil Dead Rise Insidious: The Red Door Scream VI Renfield |
| 2023-24 | Alien: Romulus                                 | Abigail The First Omen In a Violent Nature Longlegs A Quiet Place: Day One Smile 2 |